# Persone di cognome Holmes
| Questa pagina contiene informazioni ricavate automaticamente dalle voci biografiche con l'ausilio del template Bio e di un bot. L'aggiornamento è periodico e automatico e ricostruisce completamente la pagina. Se manca una persona in questa lista, sei pregato di non aggiungerla, ma accertati piuttosto che la sua voce biografica contenga il template Bio e che i dati anagrafici siano correttamente compilati. Se il template Bio manca, inseriscilo tu stesso o, in alternativa, metti l'avviso {{tmp\|Bio}} che ne segnala la mancanza. Se i dati riportati sono sbagliati, correggi direttamente la voce biografica; le modifiche saranno visibili in questa lista entro pochi giorni. Per chiarimenti vedi il progetto antroponimi. La lista contiene solo le 88 persone che sono citate nell'enciclopedia e per le quali è stato implementato correttamente il template Bio. Pagina aggiornata al 8 mar 2025. |

Questa è una lista di persone presenti nell'enciclopedia che hanno il cognome Holmes, suddivise per attività principale.

## Ammiragli(1)
- Charles Holmes, ammiraglio e politico inglese (Yarmouth, n. 1711 - Giamaica, † 1761)

## Astronomi(2)
- Edwin Holmes, astronomo inglese (n. 1842 - † 1919)
- Robert Holmes, astronomo statunitense (n. 1956)

## Attori(6)
- Adrian Holmes, attore britannico (Wrexham, n. 1974)
- Ashton Holmes, attore statunitense (Albany, n. 1978)
- David Holmes, attore e stuntman britannico (Londra, n. 1983)
- Phillips Holmes, attore statunitense (Grand Rapids, n. 1907 - Ontario, † 1942)
- Stuart Holmes, attore statunitense (Chicago, n. 1884 - Hollywood, † 1971)
- Taylor Holmes, attore statunitense (Newark, n. 1878 - Hollywood, † 1959)

## Attori pornografici(1)
- John Holmes, attore pornografico statunitense (Ashville, n. 1944 - Los Angeles, † 1988)

## Attrici(5)
- Emily Holmes, attrice canadese (Ottawa, n. 1977)
- Gerda Holmes, attrice statunitense (Chicago, n. 1891 - Chicago, † 1943)
- Helen Holmes, attrice e sceneggiatrice statunitense (Chicago, n. 1893 - Burbank, † 1950)
- Katie Holmes, attrice, regista e sceneggiatrice statunitense (Toledo, n. 1978)
- Tina Holmes, attrice statunitense (New York City, n. 1973)

## Beatmaker(1)
- London on da Track, beatmaker, produttore discografico e rapper statunitense (Atlanta, n. 1991)

## Calciatori(7)
- Duane Holmes, calciatore statunitense (Columbus, n. 1994)
- Guy Holmes, calciatore inglese (Ilford, n. 1905 - Hastings, † 1967)
- Ian Holmes, calciatore inglese (Wombwell, n. 1950)
- Jimmy Holmes, ex calciatore irlandese (Dublino, n. 1953)
- Nicholas Holmes, ex calciatore e allenatore di calcio inglese (Southampton, n. 1954)
- Robert Holmes, calciatore inglese (Preston, n. 1865 - Preston, † 1955)
- Tom Holmes, calciatore inglese (Londra, n. 2000)

## Canottieri(1)
- Andy Holmes, canottiere britannico (Uxbridge, n. 1959 - Londra, † 2010)

## Cantanti(2)
- Nick Holmes, cantante e musicista britannico (n. 1971)
- Odetta, cantante e chitarrista statunitense (Birmingham, n. 1930 - New York, † 2008)

## Cantautori(1)
- Jake Holmes, cantautore e chitarrista statunitense (San Francisco, n. 1939)

## Cantori(1)
- John Holmes, cantore e compositore inglese († 1629)

## Cestiste(4)
- Bria Holmes, cestista statunitense (New Haven, n. 1994)
- Joy Holmes, ex cestista statunitense (Mansfield, n. 1969)
- Joyner Holmes, cestista statunitense (Dallas, n. 1998)
- Sequoia Holmes, cestista statunitense (North Las Vegas, n. 1986)

## Cestisti(7)
- Ife Holmes, cestista statunitense (Warren, n. 1905 - Fort Wayne, † 1985)
- Reggie Holmes, ex cestista statunitense (Baltimora, n. 1987)
- Avry Holmes, cestista statunitense (Salem, n. 1994)
- Jacob Holmes, ex cestista australiano (Adelaide, n. 1983)
- Jonathan Holmes, cestista statunitense (San Antonio, n. 1992)
- Kermit Holmes, ex cestista statunitense (Okmulgee, n. 1969)
- Richaun Holmes, cestista statunitense (Lockport, n. 1993)

## Chitarristi(2)
- Chris Holmes, chitarrista statunitense (Glendale, n. 1958)
- Joe Holmes, chitarrista statunitense (Paterson, n. 1963)

## Ciclisti su strada(1)
- Matthew Holmes, ex ciclista su strada britannico (Wigan, n. 1993)

## Comici(1)
- Pete Holmes, comico, attore e produttore televisivo statunitense (Boston, n. 1979)

## Compositori(1)
- Robert Holmes, compositore statunitense

## Criminali(1)
- James Holmes, criminale statunitense (San Diego, n. 1987)

## Diplomatici(1)
- John Holmes, diplomatico inglese (Preston, n. 1951)

## Dirigenti sportivi(1)
- Russell Holmes, dirigente sportivo, pallavolista e allenatore di pallavolo statunitense (Anaheim, n. 1982)

## Disc jockey(1)
- David Holmes, disc jockey, musicista e compositore britannico (Belfast, n. 1969)

## Esperantisti(1)
- Harry William Holmes, esperantista britannico (Londra, n. 1896 - Londra, † 1986)

## Filosofi(1)
- Robert L. Holmes, filosofo statunitense (Stato di New York, n. 1935)

## Fisici(1)
- Arthur Holmes, geofisico e geologo inglese (Gateshead, n. 1890 - Londra, † 1965)

## Giocatori di football americano(11)
- Andre Holmes, giocatore di football americano statunitense (Hoffman Estates, n. 1988)
- Ben Holmes, giocatore di football americano statunitense (Orchard Park, n. 1994)
- Christian Holmes, giocatore di football americano statunitense (Leland, n. 1997)
- Darnay Holmes, giocatore di football americano statunitense (Pasadena, n. 1998)
- Ernie Holmes, giocatore di football americano statunitense (Jamestown, n. 1948 - Beaumont, † 2008)
- Kenny Holmes, ex giocatore di football americano statunitense (Gifford, n. 1973)
- Khaled Holmes, giocatore di football americano statunitense (Santa Ana, n. 1990)
- Lamar Holmes, giocatore di football americano statunitense (n. 1989)
- Lester Holmes, ex giocatore di football americano statunitense (Tylertown, n. 1969)
- Priest Holmes, ex giocatore di football americano statunitense (Fort Smith, n. 1973)
- Ron Holmes, giocatore di football americano statunitense (Fort Moore, n. 1963 - DuPont, † 2011)

## Hockeisti su ghiaccio(2)
- Geoffrey Holmes, hockeista su ghiaccio britannico (Toronto, n. 1894 - Woking, † 1964)
- Lou Holmes, hockeista su ghiaccio e allenatore di hockey su ghiaccio britannico (Walsall, n. 1911 - Edmonton, † 2010)

## Imprenditrici(1)
- Elizabeth Holmes, imprenditrice statunitense (Washington, n. 1984)

## Mezzofondiste(1)
- Kelly Holmes, ex mezzofondista britannica (Pembury, n. 1970)

## Militari(1)
- Theophilus Hunter Holmes, militare statunitense (Sampson County, n. 1804 - Fayetteville, † 1880)

## Modelle(1)
- Valerie Holmes, modella britannica (Londra, n. 1946)

## Montatori(1)
- William Holmes, montatore statunitense (n. 1904 - Los Angeles, † 1978)

## Musicisti(1)
- Rupert Holmes, musicista, compositore e drammaturgo statunitense (Northwich, n. 1947)

## Neurologi(1)
- Gordon Morgan Holmes, neurologo inglese (Castlebellingham, n. 1876 - Farnham, † 1965)

## Piloti automobilistici(1)
- Jackie Holmes, pilota automobilistico statunitense (Indianapolis, n. 1920 - Indianapolis, † 1995)

## Pittori(1)
- Charles Holmes, pittore, editore e scrittore inglese (n. 1868 - † 1936)

## Poeti(1)
- James S Holmes, poeta e traduttore olandese (Collins, n. 1924 - Amsterdam, † 1986)

## Pugili(2)
- Keith Holmes, pugile statunitense (Washington, n. 1969)
- Larry Holmes, ex pugile statunitense (Cuthbert, n. 1949)

## Registe(1)
- Peggy Holmes, regista, sceneggiatrice e coreografa statunitense

## Rugbiste a 15(1)
- Renee Holmes, rugbista a 15 neozelandese (Gisborne, n. 1999)

## Rugbisti a 15(1)
- Greg Holmes, rugbista a 15 australiano (Warwick, n. 1983)

## Schermitrici(1)
- Katharine Holmes, schermitrice statunitense (Washington, n. 1993)

## Scrittori(2)
- Julyan Holmes, scrittore britannico (n. 1948)
- Richard Holmes, scrittore e biografo britannico (Londra, n. 1945)

## Tennisti(2)
- Greg Holmes, ex tennista statunitense (Covina, n. 1963)
- Norman Holmes, ex tennista statunitense (Melbourne, n. 1949)

## Tiratori di fune(1)
- Fred Holmes, tiratore di fune britannico (Cosford, n. 1886 - Smithfield, † 1944)

## Truffatori(1)
- Henry Howard Holmes, truffatore e serial killer statunitense (Gilmanton, n. 1861 - Filadelfia, † 1896)

## Velociste(1)
- Alexis Holmes, velocista statunitense (Hamden, n. 2000)

## Senza attività specificata(1)
- Nigel Holmes, grafico e illustratore britannico (Swanland, n. 1942)